# Becka McFadden
Becka McFadden, celým jménem Rebecca Anne McFadden (* 5. prosince 1981 Pensylvánie) je americko-britská překladatelka, performerka, herečka, režisérka, choreografka a pedagožka. Působí v Praze a je zakladatelkou a uměleckou ředitelkou kolektivu Beautiful Confusion.

## Životopis
Narodila se v Pensylvánii, kde i vyrůstala. Když byla malá, chtěla být právničkou, protože se zajímaly lidská práva a společenské otázky. V mládí se věnovala krasobruslení a studovala na Villanova University. Zde na fakultě svobodných umění a věd studovala angličtinu, divadlo a filosofii a roku 2004 získala titul bakaláře. Následně pokračovala v magisterském studiu. Během studií navštívila divadelní festival v Praze, kde viděla divadlo a tanec, které ji bylo blízké. Proto se rozhodla dát si pauzu od školy a na rok odjela do Prahy. Poté se vtátila zpět do Pensylvánie a v roce 2007 si dodělala magistra. Kvůli osobním i profesním důvodům se přestěhovala do Londýna.
V Londýně dále pokračovala v performerském tvoření a nadále jezdila do Prahy. Od roku 2009 absolvovala doktorské studium na katedře Theatre and Performance na Goldsmiths University of London. To dokončila v roce 2013 s disertační prací Performance za hranicemi ve 21. století v Praze: Topografie nového divadelního kontextu (Performance Beyond Borders in Twentieth-First Century Prague: Topography of a New Theatre-Making Context). Následně vyučovala na různých vysokých školách. Mezi léty 2016 až 2019 vedla program kreativní praxe MA/MFA na taneční fakultě Trinity Laban, kde na postgraduální úrovni učila postupy site-specific performance. I když získala britské občanství, rozhodla se kvůli brexitu odstěhovat do Prahy.
V roce 2004 založila Beautiful Confusion Collective. Beautiful Confusion byl název pro její uměleckou praxi a pochází z písničky Elliotta Smitha, jehož hudba pro ni byla velmi důležitá, když začínala tvořit. V Beautiful Confusion Collective dělá uměleckou ředitelku a skupina působí v Londýně a Praze. Kolektiv vytváří řadu performerských představení a projektů. Projekt Movement/Architecture se zaměřuje na otázku, jak může pohyb a tělo evokovat a interagovat s architekturou a řeší vztah těla k zastavěnému prostoru. Představení BackStories je duet a hlavní roli zde mají lidská záda, jelikož komunikují nepřímo, přesto mluví jasně a říkají víc, než se na první pohled zdá. Pro taneční představení Variace Vertigo se inspirovali u Hitchcockova filmu Vertigo. Tato inscenace z roku 2021 představuje meditaci o fyzické a existenciální závrati. Její další sólové představení Black Dress zkoumá fenomén nebinární femme identity prostřednictvím mluvení, tance a dvanácti černých šatů z jejího šatníku. V této performanci se prostřednictvím těchto šatů zamýšlí nad rozdílem mezi tím, jak vypadáme a jak se cítíme, nad hranicí mezi tělem a oblečením, nebo také zda a proč nošení šatů ve společnosti označuje ženu.
Mimo jiné spolupracuje a vystupuje s dalšími soubory a umělci, jako jsou například Depresivní děti touží po penězích, Martin Talaga, Pinkbus Platform a je členkou londýnského divadla LegalAliens. Kromě performance také překládá z češtiny do angličtiny a pravidelně spolupracuje s Českým ústavem umění a Divadelním ústavem na mezinárodních projektech a publikacích.
Za performerský výkon v inscenaci Black Dress obdržela Cenu Thálie v roce 2023 v oboru alternativní divadlo.